# Тенгинское городище
Тенгинское городище — меотское городище (IV—I вв. до н. э.), находится в 4 км восточнее ст. Тенгинская Усть-Лабинского района Краснодарского края.

## Общие сведения
Большинство найденных здесь артефактов датируются шестым веком до н.э.
Состоит из двух неравномерных частей, которые окружены рвом и валом :
— бо́льшая, западная часть размером 1000×300 м,
 — малая восточная часть диаметром 200 м.
- Имеется воротный проём. Валы сохранились на высоту до 1-1,3 м.
- Открыто в 1981 году С. Л. Науменко.
- Меотское городище возникло в VI веке до н. э. и через 1,5 столетия прекратило существование.
- Население занималось выращиванием мягкой и карликовой пшеницы, держало большое количество крупного рогатого скота.
- Велась интенсивная торговля с боспорскими греками.
- Вокруг городища существовал курганный могильник.
- Некрополь, к северу от разрыва вала — «ворот» II Тенгинского городища, исследовал в 2000—2002 годах Эрлих В. Р. (Гос. музей Востока), ему удалось за три полевых сезона открыть три кургана-святилища второй половины IV в. до н.э. и семь погребений грунтового могильника, расположенного в межкурганном пространстве, датирующихся также в пределах IV в. до н.э.